# Свитен, Герард ван
Герард ван Свитен (нем., нид. Gerard van Swieten, Freiherr van Swieten; 7 мая 1700, Лейден — 18 июня 1772, Вена) — австрийский врач и просветитель голландского происхождения, барон.
Член Лондонского королевского общества (1749), иностранный член Парижской академии наук (1750), иностранный почётный член Петербургской академии наук (1753).

## Биография
Герард ван Свитен был учеником Германа Бургаве. С 1745 года — придворный врач императрицы Австрии Марии Терезии. Занимая этот пост, ван Свитен много сделал для реформирования австрийского здравоохранения и улучшения качества обучения врачей. По его инициативе в Вене были созданы Ботанический сад, химическая лаборатория, при медицинском обучении введено клиническое преподавание. Основатель венской старой медицинской школы.
Ван Свитен сыграл также важную роль просветителя в борьбе с суевериями, в частности в связи с «делом о вампирах», о нападениях которых на людей в сельских районах Юго-Восточной Европы около 1720 всё чаще и чаще сообщалось. После окончания австро-турецкой войны в 1718 году к Австрии перешли ряд балканских территорий — северная Сербия и часть Боснии. Территории эти были заселены беженцами из внутренних районов Балкан, которые в обмен на полученные здесь земли должны были нести военную и пограничную службу, охраняя от турок новые рубежи Австрийской империи. Именно от этих переселенцев в Германии и Австрии впервые услышали легенды о вампирах. В 1755 году Мария Терезия посылает ван Свитена в Моравию, чтобы произвести проверку поступавших оттуда слухов о вампирах. Сам учёный обозначал эти истории о нежити как «варварство невежества», которое он желал любым способом преодолеть. Ван Свитен изучил задокументированные наиболее громкие случаи нападения вампиров на людей и затем написал доклад-резюме, вышедший из печати под названием Abhandlung des Daseyns der Gespenster (Исследование существования призраков). В нём Ван Свитен даёт естественнонаучные объяснения происшествиям, приписывавшимся действиям вампиров. Так, врач объяснил необычное состояние эксгумированных трупов, в которых местные жители предполагали вампиров (их розовую кожу, выступающую изо рта кровь, сохраняющуюся корпулентность и пр.), естественными причинами — замедлением процессов разложения при недостатке кислорода. В предисловии к своему сообщению в 1768 году ван Свитен пишет, что «весь этот шум исходит лишь от поспешных страхов, суеверного легковерия, тёмной и подвижной фантазии, простоты и невежества у этого народа». Другие врачи подтвердили сообщение ван Свитена, указав на повышенную смертность в сёлах, поражённых вампиризмом, и связанную, в первую очередь, с распространением здесь эпидемий. Изучив доклад своего врача, Мария Терезия издала специальный указ, запрещавший применение против предполагаемых «вампиров» таких традиционных средств борьбы, как заточенные колья, обезглавливание и сожжение.
Популярностью пользовалась его опубликованная в 1772 году в Англии книга «Методы лечения болезней, присущих армиям», в которой он настоятельно рекомендовал военачальникам заботиться об устройстве быта, обмундировании, одежде и обуви солдат, своевременном снабжении их чистой питьевой водой, фруктами и овощами, правильном расположении военных лагерей и др. необходимых санитарно-гигиенических мерах. В 1788 году этот труд был издан в России.
Ван Свитен стал для Брэма Стокера прототипом при изображении его героя Ван Хельсинга в знаменитом романе «Дракула».
Герард ван Свитен был также известен как преобразователь цензуры в Австрийской империи, выведший её из подчинения иезуитам. Был членом Оломоуцкого научного общества «Societas incognitorum». За свои заслуги учёный был в Австрии пожалован баронским титулом. Скончался в императорском дворце Шёнбрунн.
Его сын Готфрид Фрайхерр ван Свитен (29 октября 1733 — 29 марта 1803 г.) — австрийский дипломат, библиотекарь, композитор.

## Память
Именем ван Свитена названо один из родов семейства Мелиевые — Swietenia (некоторые виды этого рода — источники ценной древесины махагони).
- Г. ван Свитен на почтовой марке Нидерландов (1939), в центре

## Сочинения
- Commentaria in Hermanni Boerhaave aphorismos de cognoscendis et curandis morbis, 5 Teile; 1742—1772
- Constitutiones epidemicae, 2 Bände; 1782 herausgegeben
- Epidemieen und Krankengeschichten; 1785

- Свитен Герард ван. Краткое описание болезней, которыя весьма часто приключаются в армиях, купно с правилами, как оныя врачевать должно / Пер. докт. медицины М. М. Тереховского. — СПб.: Тип. Имп. Акад. наук, 1788. — [12], 124 с.